# Trifolium decorum
Trifolium decorum är en ärtväxtart som beskrevs av Emilio Chiovenda. Trifolium decorum ingår i släktet klövrar, och familjen ärtväxter. Inga underarter finns listade i Catalogue of Life.